# El metal de la Luna
El Metal de la Luna es una novelette de ciencia ficción escrita por Garrett P. Serviss, publicada en 1900. 

## Argumento
El descubrimiento de ingentes reservas de oro en la Antártida desploma el valor de la moneda, sumiendo al mundo en una profunda crisis económica. El doctor Syx, un excéntrico metalúrgico propone a una comisión internacional nombrada para buscar una solución la sustitución del patrón oro por el patrón "artemisio", un metal  precioso que él extrae de su mina, situada en el Grand Teton, y que, argumenta, es única en el mundo. La propuesta es aceptada y demuestra funcionar adecuadamente.
Los protagonistas, uno de ellos el científico Hall, descubren que el doctor Syx está obteniendo el artemisio extrayéndolo de la Luna, mediante un mecanismo de electrodeposición de su invención, que hace que el metal se deposite sobre un gran ánodo. Hall replica el método del doctor, aumentando el suministro de artemisio. En venganza el doctor Syx destruye sus instalaciones y viaja por el mundo creando nuevas explotaciones de artemisio, devolviendo al mundo al estado inicial, pues la abundancia de artemisio desencadena una nueva crisis.

## Capítulos
- I El oro del Polo Sur
- II El mago de la Ciencia
- III La mina del Grand Teton
- IV La riqueza del mundo
- V Maravillas del nuevo metal
- VI Un descubrimiento extraño
- VII ¡Un verdadero misterio!
- VIII Más de la magia del doctor Syx
- IX El detective de la Ciencia
- X La cima del Grand Teton
- XI Extraño destino para una cometa
- XII Mejor que la alquimia
- XIII El saqueo de la Luna
- XIV El final del doctor Syx